# Facultat de Nàutica de Barcelona
La Facultat de Nàutica de Barcelona és un centre educatiu de Barcelona que forma part de la Universitat Politècnica de Catalunya. La seva seu és en un extrem del Pla de Palau, entre la Barceloneta i la Ribera (vegeu Escola de Nàutica de Barcelona).

## Història
Va ser fundada el 1769 a iniciativa del pilot d'altura Sinibald de Mas, després que la Real Junta General de Comercio y Moneda de Madrid li donés el permís. Amb la intenció de fomentar els coneixements pràctics de nàutica i afavorir la navegació, la història de l'Escola s'inicia amb el vistiplau reial de Carles III. El seu naixement s'emmarca dins l'època de la recuperació econòmica de Catalunya del segle xviii, i en el deixant de la supressió del monopoli de Cadis del comerç amb les Amèriques (vegeu Flota d'Índies).

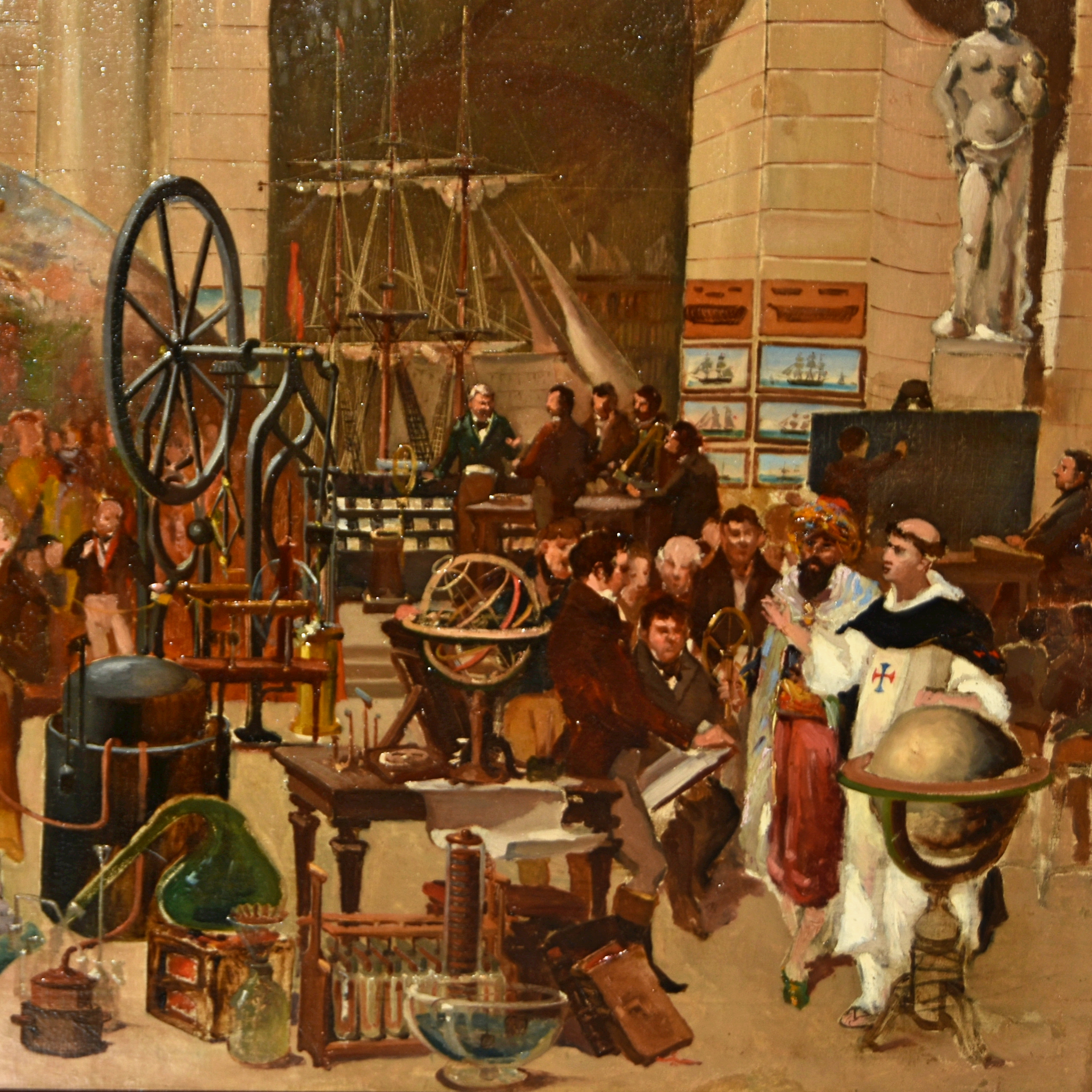
L'escola de Nàutica de la Junta de Comerç Detall del quadre al·legòric Visita dels reis Ferran VII i Maria Amàlia a la Llotja (MUHBA)

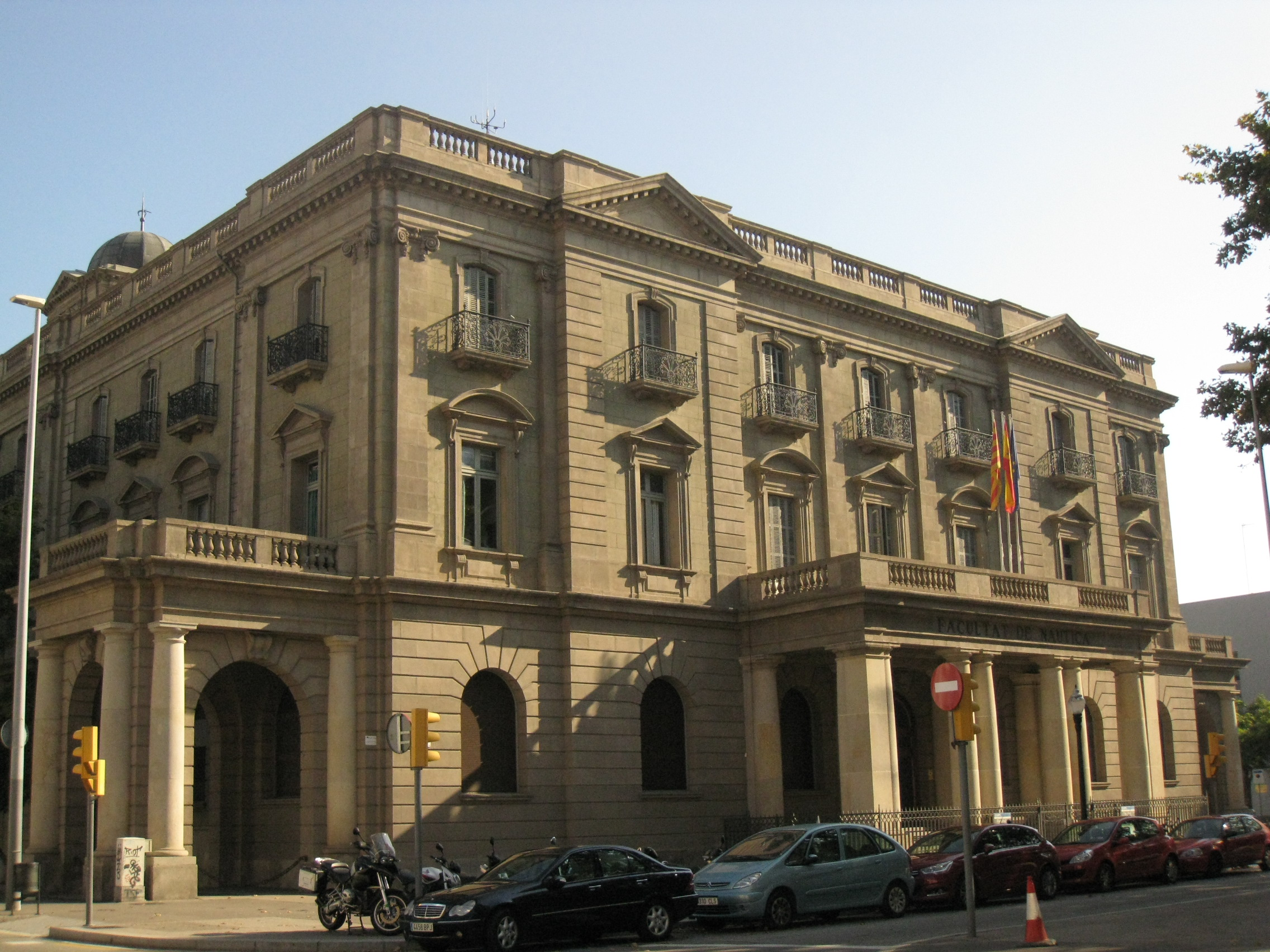
Edifici de la Facultat al Pla de Palau

Primerament se situà a la Llotja de Mar, i després va estar en un pis dels porxos d'en Xifré. Finalment, a final dels anys 1920 es va decidir construir l'edifici actual, obra de l'arquitecte Adolf Florensa, exactament al lloc on hi havia hagut l'antic Portal de Mar.
L'any 1929 es va crear l'Institut Nàutic de la Mediterrània amb la voluntat de convertir l'escola en una mena d'universitat del mar, amb un museu i una biblioteca especialitzada, que s'instal·laren a la planta baixa del nou edifici el 1932. L'Institut es regia per una Junta de Patronat. El director de la secció cultural era Francesc Condeminas Mascaró.
Amb l'esclat de la Guerra Civil Espanyola l'edifici va ser ocupat temporalment pel Comitè de Milícies Antifeixistes. L'octubre del 1936, amb la creació del Museu Marítim de Catalunya, el personal destinat al museu va passar ocupar l'edifici de les Drassanes Reials de Barcelona, on s'havia de fer el nou museu, mentre que a l'edifici de Pla del Palau hi va quedar la denominada Escola de la Marina Mercant de la Mediterrània. Entre 1936 i 1939, l'escola va tenir adscrit un vaixell escola, el President Macià, que era l'antic iot Rosa VV del Comte de Godó.
Segons el context històric, l'Escola ha estat adscrita a diverses entitats (la marina mercant, mitjançant la Direcció General de Navegació, Ministeri d'Instrucció Publica, etc.), però des de l'any 1990 forma part de la Universitat Politècnica de Catalunya (UPC) com a facultat.
Va rebre la Creu de Sant Jordi l'any 2019 «en el 250è aniversari de la facultat de nàutica més antiga de l’Estat actualment. Per la seva valuosa contribució formativa i docent de qualitat reconeguda, amb l’objectiu de formar professionals altament qualificats. Al llarg de tota la seva trajectòria, ha sabut combinar la tradició amb la modernitat, sempre adaptant-se als requeriments del món professional i social de cada moment».